# Cơn mưa ngang qua
Cơn mưa ngang qua là một bài hát được thu âm bởi nam ca sĩ kiêm sáng tác nhạc người Việt Nam Sơn Tùng M-TP và là đĩa đơn đầu tay trong sự nghiệp âm nhạc của Sơn Tùng M-TP. Phiên bản đầu tiên của bài hát được chia sẻ lên trang nghe nhạc trực tuyến Zing MP3 vào ngày 5 tháng 8 năm 2011.
Tùng lúc đầu viết bài hát "Cơn mưa ngang qua" cho nhóm Over Band và Young Pilots trước khi tự mình thu âm bài hát. Hai phiên bản chỉnh sửa lại của bài hát chính thức được phát hành vào tháng 2 năm 2012. Sau này bài hát đã được thêm vào album tuyển tập đầu tay của Tùng, m-tp M-TP (2017) ở vị trí đầu tiên.
Trong vòng 2 tháng sau khi phát hành, bài hát đã đạt được 1,7 triệu lượt nghe trực tuyến. Thành công của "Cơn mưa ngang qua" đã vượt xa dự kiến của Tùng. Tên tuổi Tùng được biết đến rộng rãi từ đây. Ca khúc này đoạt giải Bài hát của tháng của chương trình truyền hình xếp hạng âm nhạc Bài hát yêu thích vào tháng 10 năm 2012 và một giải Zing Music Awards cho hạng mục Bài hát R&B của năm. Ngoài việc quảng bá trên Bài hát yêu thích, Sơn Tùng M-TP cũng đã trình diễn bài hát tại chương trình Thần tượng âm nhạc: Vietnam Idol 2012 vào ngày 26 tháng 10 năm 2012.
Bài hát không có video âm nhạc chính thức, nhưng một video phòng thu được phát hành thông qua K+ đã được đăng tải trên YouTube vào ngày 3 tháng 10 năm 2013. Hiện tại, video đã vượt mốc hơn 40 triệu lượt xem.

## Tranh cãi
Bản phối của "Cơn mưa ngang qua" được sử dụng hoàn toàn từ bài hát "Sarangi Mareul Deutjianha" phát hành năm 2010 của nhóm nhạc Hàn Quốc Namolla Family. Sau khi bài hát trở nên nổi tiếng, việc mượn lại bản phối đã khiến khán giả chia thành 2 luồng dư luận. Một bên ủng hộ Tùng vì phần lời là hoàn toàn do Sơn Tùng M-TP sáng tác, còn chuyện vay mượn beat là một điều rất bình thường đối với những nghệ sĩ underground như Sơn Tùng M-TP vào thời điểm đó. Nhưng những ý kiến phản bác lại cho rằng việc Sơn Tùng M-TP mượn bản phối rồi tự ý lấy tên mình vào phần sáng tác để tham gia các cuộc thi âm nhạc là 1 sự đạo nhạc trắng trợn.
Dưới làn sóng tranh cãi này, vào tháng 6 năm 2014, Huy Tuấn và các nhà sản xuất chương trình Bài hát yêu thích quyết định loại bỏ "Cơn mưa ngang qua" ra khỏi chương trình.
Trao đổi với báo chí, Sơn Tùng M-TP thừa nhận đã sử dụng beat miễn phí trên mạng. Khoảng thời gian đó, nam ca sĩ vẫn đang ngồi trên ghế nhà trường và sinh hoạt trong giới underground, hoàn toàn không nghĩ rằng mình sẽ nổi tiếng như hiện nay. Sơn Tùng cũng cho rằng: "Việc tôi sử dụng và lấy cảm hứng từ beat nhạc ngoại thì tôi thừa nhận, bởi đó cũng là cách làm quen thuộc hiện nay của nhiều người". Điều này đã gây ra nhiều tranh cãi trái chiều trong dư luận về vấn đề đạo nhạc.